# Darmans Ardiansyah
Darmansyah (Darmawa) Ardiansyah (ur. 21 stycznia 1986) – indonezyjski zapaśnik w stylu wolnym. Zajął osiemnaste miejsce na 2018. Trzynasty na mistrzostwach Azji z 2011. Srebrny medalista igrzysk Azji Południowo-Wschodniej w 2011 i brązowy w 2009 i 2023. Drugi na mistrzostwach Azji Południowo-Wschodniej w 2022 roku.
Absolwent Universitas 17 Agustus 1945 w Samarinda. Jego brat Muhammas Aliyansya i siostra Dewi Ulfah są także zapaśnikami.